# Weltwach
Weltwach ist ein deutschsprachiger Podcast, in dem sich Abenteurer, Reiseschriftsteller und Fotografen mit Moderator Erik Lorenz über ihre Expeditionen und Reisen unterhalten.

## Inhalt
Wiederkehrende Themen sind das Ringen mit der Natur, besondere Begegnungen in aller Welt, die Konfrontation mit dem Unbekannten und unterhaltsame Missgeschicke unterwegs. Auch kulturelle, ökologische, soziale und politische Fragen des Reisens werden immer wieder thematisiert. Auf diese Weise möchte die Show Denkanstöße dafür liefern, selbst aufzubrechen und auf verantwortungsvolle Weise ausgetretene Pfade zu verlassen.
Zu den Gästen des Weltwach Podcasts gehören Bergsteiger wie Reinhold Messner, Hans Kammerlander und Gerlinde Kaltenbrunner, Autoren wie Andreas Altmann, Helge Timmerberg, Christine Thürmer und Ilija Trojanow, Abenteurer wie Rüdiger Nehberg und Arved Fuchs, Wissenschaftler und Aktivisten wie Jane Goodall, Ranga Yogeshwar und Kris Tompkins, Fotografen wie Steve McCurry und Michael Martin (Fotograf), Sportler wie Henry Maske und Joey Kelly sowie Unternehmer wie Jochen Schweizer und Schauspieler wie Ralf Moeller.

## Rezeption
Das Magazin GEO bezeichnete Erik Lorenz als einen der „erfolgreichsten deutschsprachigen Reise-Podcaster“; Hans-Werner Rodrian schrieb in Spiegel Weltwach habe „einen Stammplatz unter den Top Ten der Reise-Podcast-Charts“. Bayern 3 befand: „Es geht um Naturgewalten, spannende Expeditionen und verschiedene Aspekte rund ums Reisen. Weltwach stillt auf jeden Fall das Fernweh und macht Lust auf spektakuläre Reisen.“
Ein „Best of“ der ersten 120 Episoden der Show wurde 2020 von National Geographic Deutschland unter dem Titel „Abenteuer im Gepäck – Das Beste aus dem Weltwach Podcast“ veröffentlicht. Weitere Erkenntnisse aus den Gesprächen mit seinen Gästen verarbeitete Erik Lorenz im Buch „Weltwach – Mit offenen Augen ins Abenteuer“.
Im Februar 2020 wurde die erste Episode des englischsprachigen Ablegers von Weltwach, Unfolding Maps, veröffentlicht, in dem internationale Gäste wie Kris Tompkins, Charley Boorman, Alastair Humphreys, George Steinmetz, Laura Dekker und Wim Hof von ihren Abenteuern erzählen.
Auf der Internationalen Tourismusbörse ITB 2024 in Berlin wurde der Weltwach Podcast mit dem Columbus Audiopreis in der Kategorie „Bester Podcast“ ausgezeichnet.